# 上原克仁
上原 克仁（うえはら かつひと、1970年2月 - ）は、日本の経済学者（人的資源管理論・労働経済学・人事経済学）。学位は博士（経済学）（一橋大学・2008年）。静岡県立大学経営情報学部准教授・大学院経営情報イノベーション研究科准教授。
竹中土木での勤務ののち、政治家秘書を経て、一橋大学大学院経済学研究科特任講師、一橋大学経済研究所講師、青山学院大学国際政治経済学部助教、天理大学人間学部講師、静岡県立大学経営情報学部講師などを歴任した。

## 概要
人的資源管理論、労働経済学、人事経済学を専攻する経済学者である。ゼネコンでサラリーマンとして勤務したのち、政治家秘書を経て研究者となるなど、異色の経歴の持ち主である。一橋大学、青山学院大学、天理大学などで教鞭を執った。

## 来歴

### 生い立ち
1970年2月に生まれた。獨協大学に進学し、外国語学部の英語学科にて学んだ。1992年3月、獨協大学を卒業した。同年4月、竹中工務店グループの一角を占める竹中土木に入社した。1996年12月、竹中土木を退職した。翌年1月より、衆議院議員である新井将敬の秘書を務めた。
新井はもともと自由民主党に所属していたが、柿澤弘治らと自由党を結党し、のちに新進党に合流していた。しかし、新井は小沢一郎らの党運営に反発して新進党を離党して無所属となり、その後は最終的に自由民主党に復党した。上原が秘書として仕え始めたのは、新井が新進党離党後に無所属で活動していた頃である。上原にとって、小熊慎司らは新井の秘書としては先輩にあたる。ところが、日興証券利益供与事件に絡み、1998年2月19日に衆議院議院運営委員会で新井に対する逮捕許諾請求が可決された。その翌日、新井はホテルで死亡しているところを発見された。このような状況の中、上原は新井の没後も1998年3月まで秘書としての務めを果たした。
その後、学習院大学に学士入学し、経済学部の経済学科にて学んだ。2000年3月、学習院大学を卒業した。さらに、一橋大学の大学院に進学し、経済学研究科にて学んだ。2002年3月、一橋大学の大学院における修士課程を修了した。博士論文として『ホワイトカラーのキャリア形成――人事データに基づく昇進・昇格と異動の実証分析』を執筆し、2008年2月に博士後期課程を修了した。それに伴い、博士（経済学）の学位を取得した。

### 研究者として
2008年4月より、母校である一橋大学に勤務することになり、大学院の経済学研究科にていわゆるジュニアフェローとして特任講師を務めた。その傍ら、2008年4月から2009年3月にかけて一橋大学の経済研究所にて研究員を非常勤で兼務するとともに、2008年4月から2014年3月にかけて神奈川大学の経済学部にて講師を非常勤で兼任した。2009年3月に一橋大学の大学院経済学研究科の特任講師を離れ、翌月からは一橋大学の経済研究所にて常勤の講師に就任し、2011年3月に退職した。その後、所属先を変えてからも、2013年4月から2014年3月までと2015年4月から2018年3月までの間、一橋大学の経済研究所にて非常勤研究員を務めている。
2011年4月、青山学院大学に転じ、国際政治経済学部の助教として、主に国際経済学科の講義を担当した。2014年4月には、天理大学に転じ、人間学部の講師として、主に総合教育研究センターに関する講義を担当した。
2017年4月、静岡県立大学に転じ、経営情報学部にて講師として、主に経営情報学科の講義を担当した。また、静岡県立大学大学院経営情報イノベーション研究科の講師も兼務し、主として経営情報イノベーション専攻の講義を担当した。2018年10月、静岡県立大学経営情報学部および経営情報イノベーション研究科の准教授に昇任した。なお、その傍ら、2019年8月から2020年3月まで、法政大学大学院にてキャリアデザイン学研究科の非常勤講師を兼任した。2020年4月からは、新設された静岡県立農林環境専門職大学にて生産環境経営学部の講師も兼任し、主として生産環境経営学科の講義を担当する。

## 研究
専門は経済学であり、特に人的資源管理論、労働経済学、人事経済学といった分野を研究している。具体的には、内部労働市場の機能についての実証研究や、人事制度の効果についての実証研究などである。専門分野に関する学術書なども上梓している。なお、『日本労働研究雑誌』誌上で発表した「大手企業における昇進・昇格と異動の実証分析」が評価され、独立行政法人である労働政策研究・研修機構から労働関係論文優秀賞を授与されている。
学術団体としては、日本経済学会、日本労務学会、日本キャリアデザイン学会、経営史学会、日本キャリア教育学会、組織学会、産業・組織心理学会などに所属する。

## 略歴
- 1970年 - 誕生。
- 1992年 - 獨協大学外国語学部卒業。
- 1992年 - 竹中土木入社。
- 1996年 - 竹中土木退職。
- 1997年 - 新井将敬秘書。
- 2000年 - 学習院大学経済学部卒業。
- 2002年 - 一橋大学大学院経済学研究科修士課程修了。
- 2008年 - 一橋大学大学院経済学研究科博士後期課程修了。
- 2008年 - 一橋大学大学院経済学研究科特任講師。
- 2008年 - 一橋大学経済研究所研究員。
- 2008年 - 神奈川大学経済学部非常勤講師。
- 2009年 - 一橋大学経済研究所講師。
- 2011年 - 青山学院大学国際政治経済学部助教。
- 2013年 - 一橋大学経済研究所研究員。
- 2014年 - 天理大学人間学部講師。
- 2015年 - 一橋大学経済研究所研究員。
- 2017年 - 静岡県立大学経営情報学部講師。
- 2017年 - 静岡県立大学大学院経営情報イノベーション研究科講師。
- 2018年 - 静岡県立大学経営情報学部准教授。
- 2018年 - 静岡県立大学大学院経営情報イノベーション研究科准教授。
- 2019年 - 法政大学大学院キャリアデザイン学研究科講師。
- 2020年 - 静岡県立農林環境専門職大学生産環境経営学部講師[8]。
- 2022年 ₋ 静岡産業大学経営学部講師。

## 賞歴
- 2007年 - 労働関係論文優秀賞。
- 2016年 - Highly Commended Paper Emerald Literati Network Awards for Excellence。
- 2022年 ₋ 第５回 学生が選ぶインターンシップアワード 入賞（静岡県立大学（上原ゼミ））。

## 著作

### 単著
- 『ホワイトカラーのキャリア形成――人事データに基づく昇進と異動の実証分析』社会経済生産性本部生産性労働情報センター、2007年。ISBN 9784883722891
- 『ホワイトカラーのキャリア形成――人事データに基づく昇進・昇格と異動の実証分析』一橋大学、2008年。

## 関連人物
- 新井将敬
- 小熊慎司